# トレパッレ
トレパッレ（イタリア語: Trepalle）は、イタリア共和国ロンバルディア州ソンドリオ県リヴィーニョにある分離集落（フラツィオーネ）。アルプス山中の標高 2,069 m 地点に位置する。イタリアで最も標高の高い場所にある集落であり、ヨーロッパ全域を見ても2番目に高い集落である。

## 名称
標準イタリア語以外では以下の名を持つ。
- ロンバルド語: Trepall

Trepalle という地名は、直訳すれば「三つの球（ボール）」を意味するが、これは「三つの谷」(Trevalle) が変化したものと考えられる。

## 地理
スイス（グラウビュンデン州）との国境近くに位置する集落で、リヴィーニョから6km、ヴァルディデントロから21km、ボルミオから28km、サンモリッツ（スイス）から50km、ソンドリオから81kmの距離にある。村域は北西のエイラ峠 (it:Passo dell'Eira)  (2,208 m) と南東のフォスカーニョ峠 (it:Passo del Foscagno)  (2,291 m) の間に広がっており、ヴァル・ディ・リヴィーニョ (it:Val di Livigno) （黒海の集水域）とヴァルテッリーナ（アドリア海の集水域）にまたがる。
教区教会のあるトレパッレの中心地区は標高 2,069 m 地点に位置する。ヨーロッパではスイス・グラウビュンデン州のユーフ (Juf)  (2,126 m) に次いで二番目に高所にある集落である。トレパッレの域内にあたるエイラ峠上に地区が広がっているため、ヨーロッパで最も標高の高い村とされることもある。

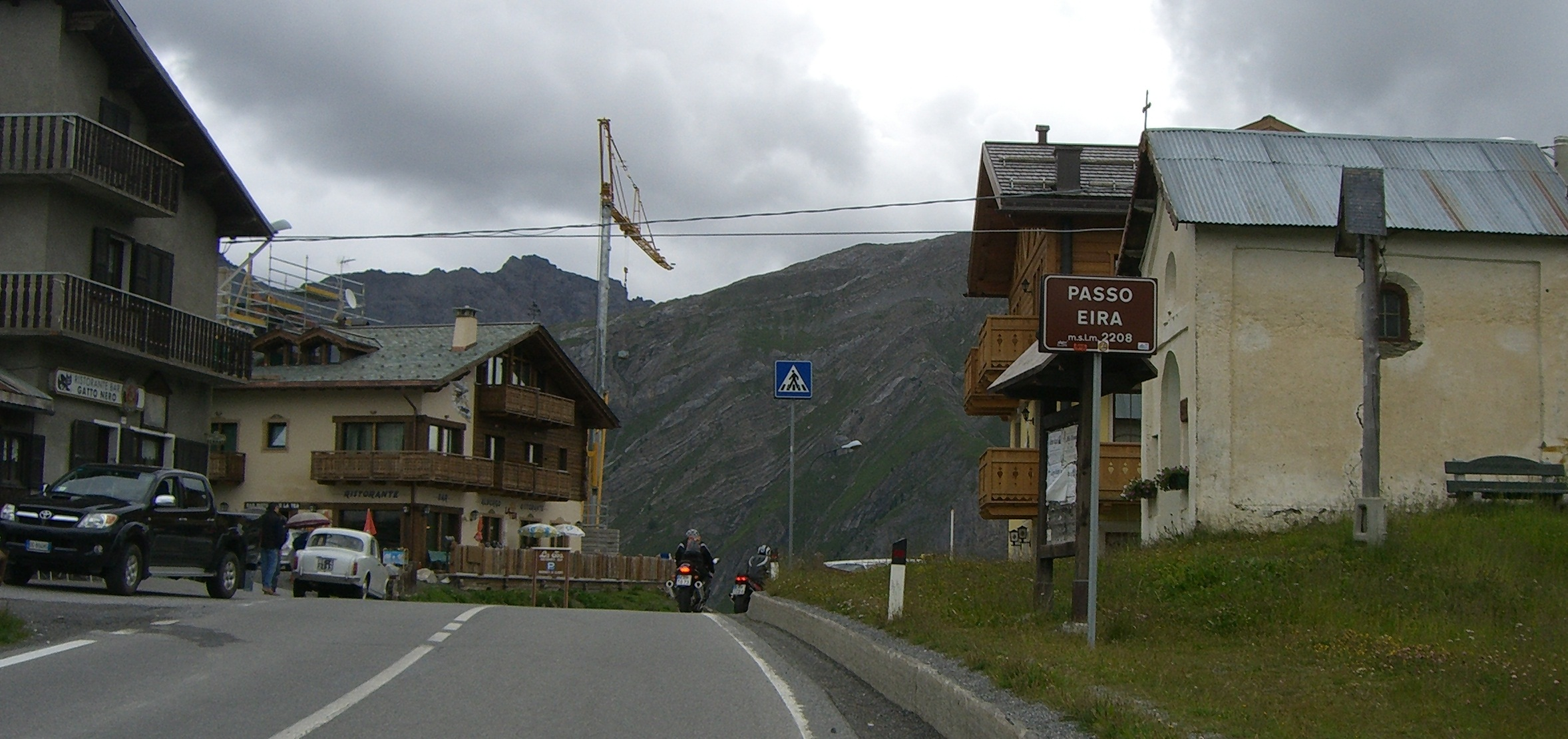
エイラ峠

トレパッレは、冬季にイタリアで最も寒くなる場所の一つである。1956年2月に記録した -45°C は、2009年12月に Busa di Manna （ドロミーティ山地）で-47°C が記録されるまでイタリアにおける最低気温の記録であった。

## 社会
トレパッレはリヴィーニョの免税地域 (it:Zona extradoganale) に含まれる。トレパッレ集落からエイラ峠にかけての地域は、リヴィーニョの主要なスキーエリアのひとつである。
カトリック教会のトレパッレ教区は、ヨーロッパの最高地点にある教区である。1950年代から70年代の初めにかけてトレパッレの教区司祭を務めた Alessandro Parenti は、強烈な個性を持つ司祭として知られ、作家ジョバンニ・グァレスキ (Giovannino Guareschi) による「ドン・カミロ」シリーズ（映画化もされた）に登場する、共産党員の市長と騒動を繰り広げる司祭「ドン・カミロ」 (Don Camillo) のモデルとなった一人とされる。

## 交通

### 道路
国道

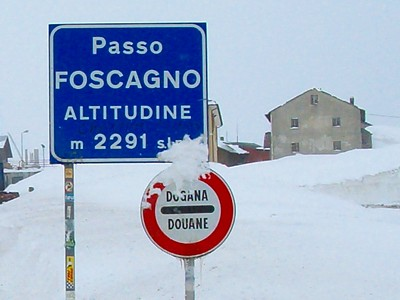
フォスカーニョ峠

- SS301 (it:Strada statale 301 del Foscagno) 
リヴィーニョ - エイラ峠 - トレパッレ - フォスカーニョ峠 - ボルミオ